# Liste der Mitglieder des US-Repräsentantenhauses aus Nevada

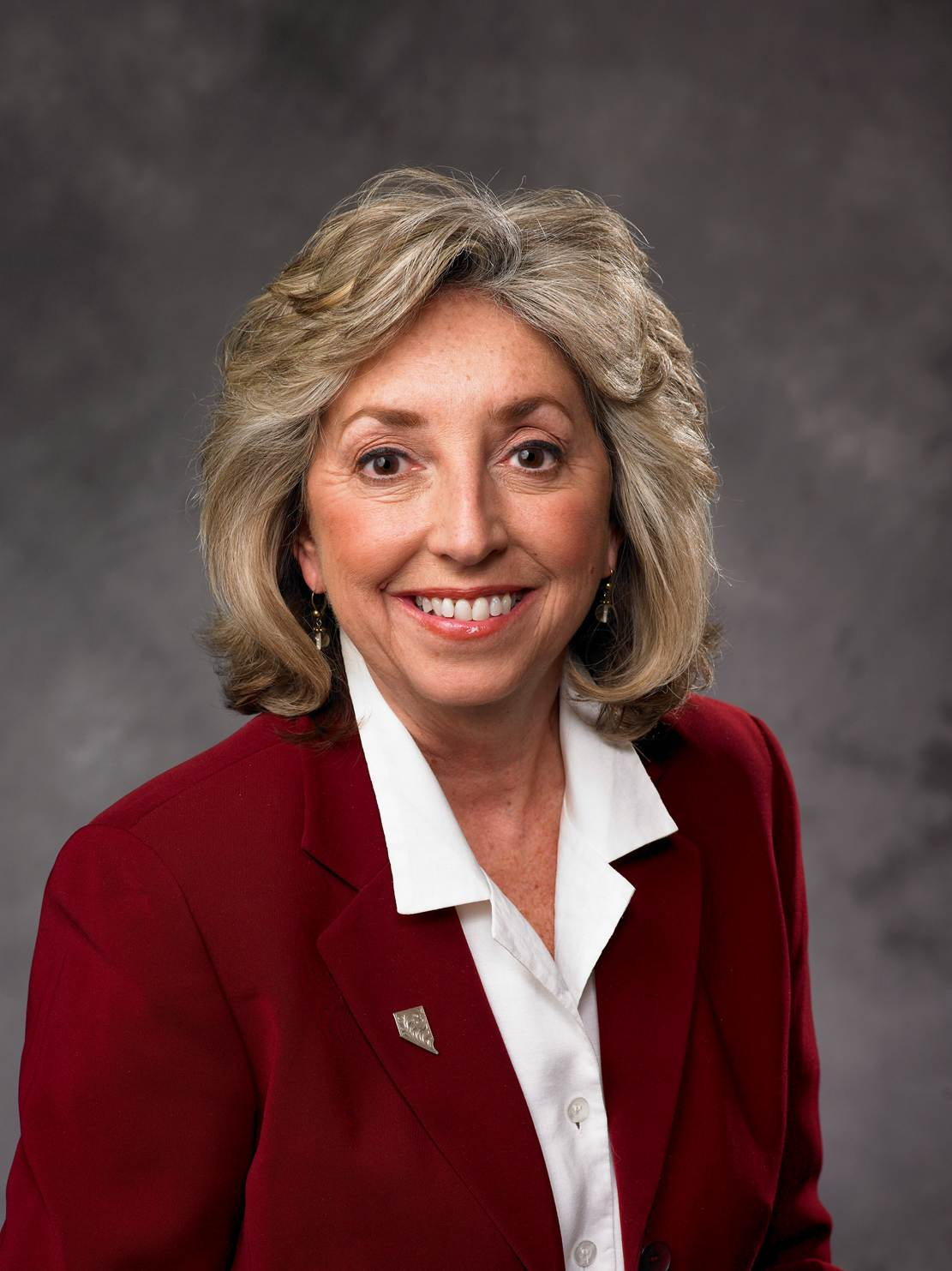
Dina Titus, derzeitige Vertreterin des ersten Kongresswahlbezirks von Nevada

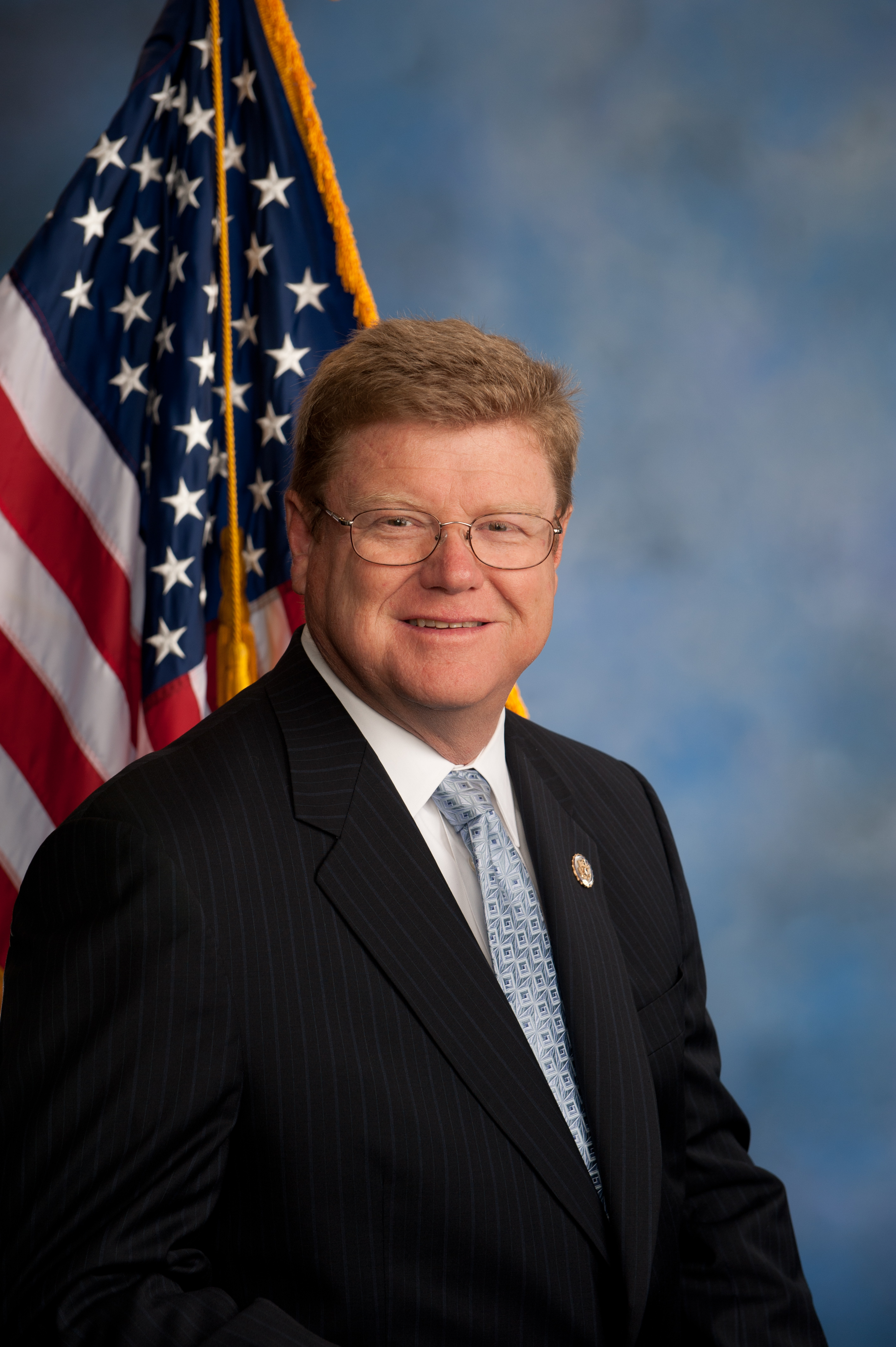
Mark Amodei, derzeitiger Vertreter des zweiten Kongresswahlbezirks von Nevada

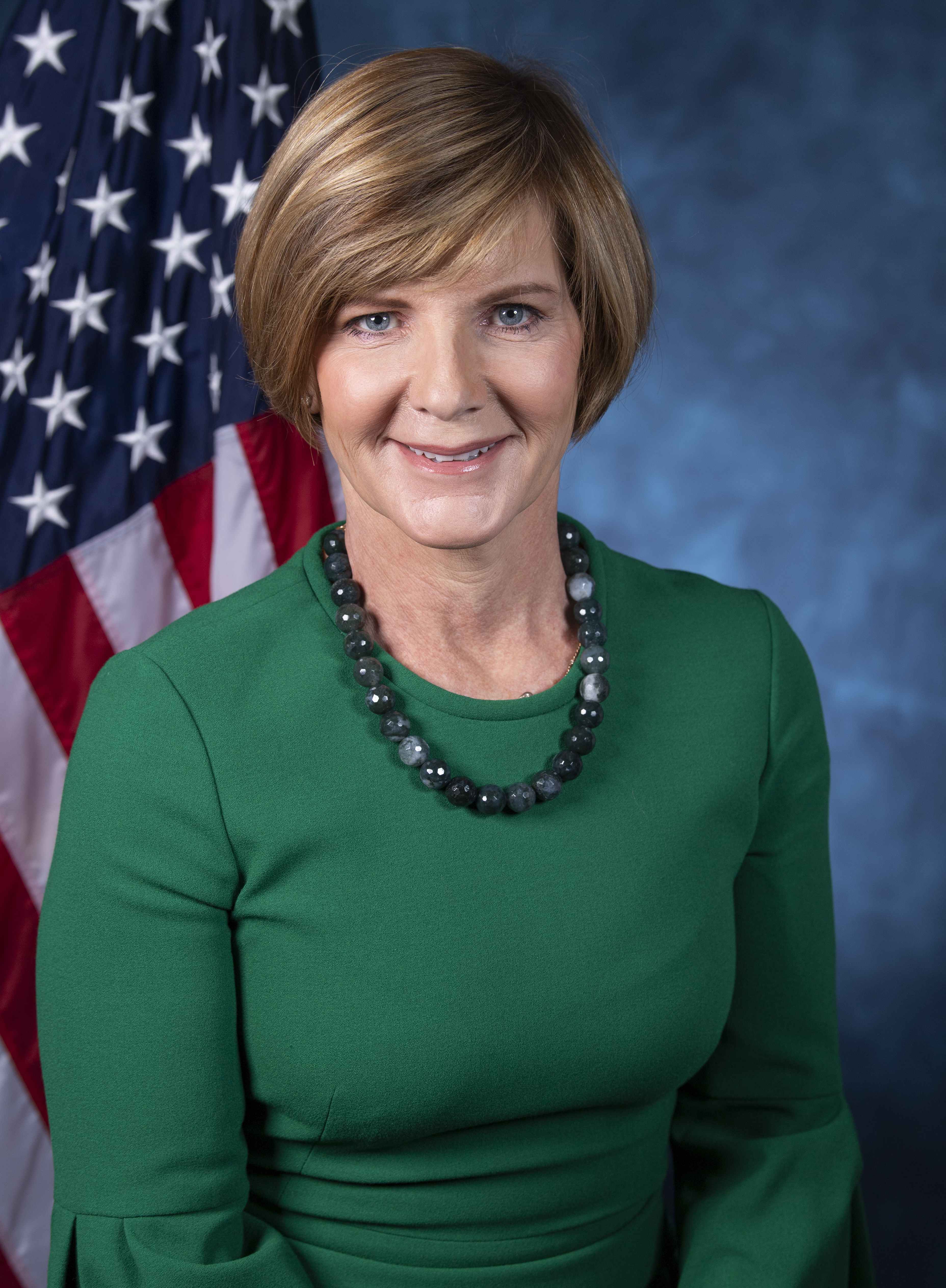
Susie Lee, derzeitige Vertreterin des dritten Kongresswahlbezirks von Nevada

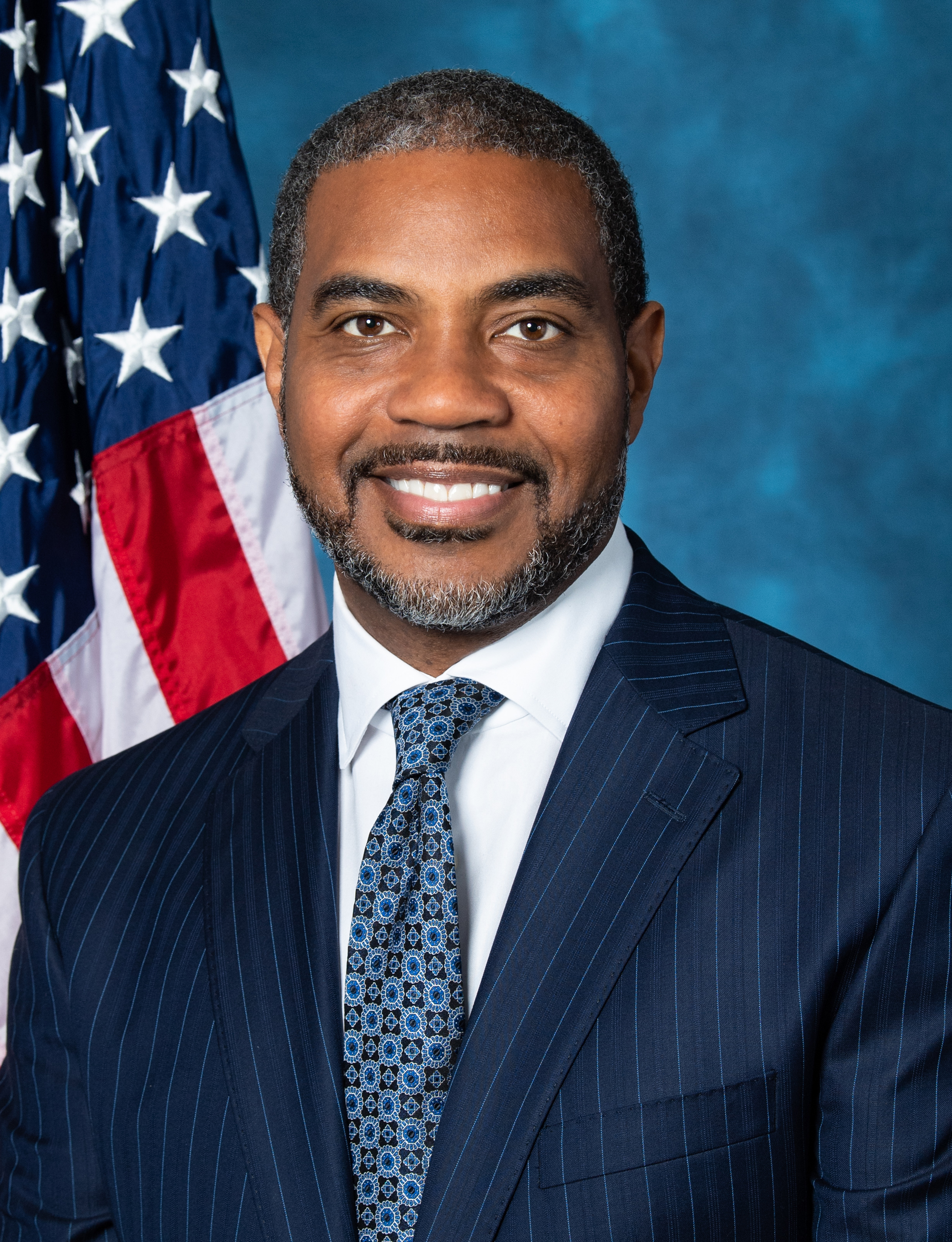
Steven Horsford, derzeitiger Vertreter des vierten Kongresswahlbezirks von Nevada

Diese Liste führt alle Politiker auf, die seit 1861 für Nevada dem Repräsentantenhaus der Vereinigten Staaten angehört haben.

## Nevada-Territorium (1861–1864)
Das Nevada-Territorium entsandte in der Zeit von 1861 bis 1865 zwei Kongressabgeordnete:
| Name               | Amtszeit  | Partei       | Lebensdaten                         |
| ------------------ | --------- | ------------ | ----------------------------------- |
| John Cradlebaugh   | 1861–1863 | parteilos    | 22. Februar 1819 – 22. Februar 1872 |
| Gordon Newell Mott | 1863–1864 | Republikaner | 21. Oktober 1812 – 27. April 1887   |

## Bundesstaat Nevada (seit 1864)

### 1. Distrikt
Der 1. Distrikt entsandte bisher folgende Kongressabgeordnete:
| Name                      | Amtszeit  | Partei       | Lebensdaten                            |
| ------------------------- | --------- | ------------ | -------------------------------------- |
| Henry Gaither Worthington | 1864–1865 | Republikaner | 9. Februar 1828 – 29. Juli 1909        |
| Delos Rodeyn Ashley       | 1865–1869 | Republikaner | 19. Februar 1828 – 18. Juli 1873       |
| Thomas Fitch              | 1869–1871 | Republikaner | 27. Januar 1838 – 12. November 1923    |
| Charles West Kendall      | 1871–1875 | Demokrat     | 22. April 1828 – 25. Juni 1914         |
| William Woodburn          | 1875–1877 | Republikaner | 14. April 1838 – 15. Januar 1915       |
| Thomas Wren               | 1877–1879 | Republikaner | 2. Januar 1826 – 5. Februar 1904       |
| Rollin Mallory Daggett    | 1879–1881 | Republikaner | 22. Februar 1831 – 12. November 1901   |
| George Williams Cassidy   | 1881–1885 | Demokrat     | 25. April 1836 – 24. Juni 1892         |
| William Woodburn          | 1885–1889 | Republikaner | 14. April 1838 – 15. Januar 1915       |
| Horace Franklin Bartine   | 1889–1893 | Republikaner | 21. März 1848 – 27. August 1918        |
| Francis Griffith Newlands | 1893–1903 | Demokrat     | 28. August 1846 – 24. Dezember 1917    |
| Clarence Dunn Van Duzer   | 1903–1907 | Demokrat     | 4. Mai 1864 – 28. September 1947       |
| George Arthur Bartlett    | 1907–1911 | Demokrat     | 30. November 1869 – 1. Juni 1951       |
| Edwin Ewing Roberts       | 1911–1919 | Republikaner | 12. Dezember 1870 – 11. Dezember 1933  |
| Charles Robley Evans      | 1919–1921 | Demokrat     | 9. August 1866 – 30. November 1954     |
| Samuel Shaw Arentz        | 1921–1923 | Republikaner | 8. Januar 1879 – 17. Juni 1934         |
| Charles Lenmore Richards  | 1923–1925 | Demokrat     | 3. Oktober 1877 – 22. Dezember 1953    |
| Samuel Shaw Arentz        | 1925–1933 | Republikaner | 8. Januar 1879 – 17. Juni 1934         |
| James Graves Scrugham     | 1933–1943 | Demokrat     | 19. Januar 1880 – 23. Juni 1945        |
| Maurice Joseph Sullivan   | 1943–1945 | Demokrat     | 7. Dezember 1884 – 9. August 1953      |
| Berkeley Lloyd Bunker     | 1945–1947 | Demokrat     | 12. August 1906 – 21. Januar 1999      |
| Charles Hinton Russell    | 1947–1949 | Republikaner | 27. Dezember 1903 – 13. September 1989 |
| Walter Stephan Baring Jr. | 1949–1953 | Demokrat     | 9. September 1911 – 13. Juli 1975      |
| Clarence Clifton Young    | 1953–1957 | Republikaner | 7. November 1922 – 3. April 2016       |
| Walter Stephan Baring Jr. | 1957–1973 | Demokrat     | 9. September 1911 – 13. Juli 1975      |
| David Gilmer Towell       | 1973–1975 | Republikaner | 9. Juni 1937 – 10. Juni 2003           |
| James David Santini       | 1975–1983 | Demokrat     | 13. August 1937 – 22. September 2015   |
| Harry Mason Reid          | 1983–1987 | Demokrat     | 2. Dezember 1939 – 28. Dezember 2021   |
| James Hubert Bilbray      | 1987–1995 | Demokrat     | 19. Mai 1938 – 19. September 2021      |
| John Eric Ensign          | 1995–1999 | Republikaner | * 25. März 1958                        |
| Rochelle Levine Berkley   | 1999–2013 | Demokrat     | * 20. Januar 1951                      |
| Alice Costandina Titus    | seit 2013 | Demokrat     | * 23. Mai 1950                         |

### 2. Distrikt
Der 2. Distrikt wurde nach dem Zensus von 1980 gegründet und entsandte bislang folgende Kongressabgeordnete.
| Name                       | Amtszeit  | Partei       | Lebensdaten                   |
| -------------------------- | --------- | ------------ | ----------------------------- |
| Barbara Farrell Vucanovich | 1983–1997 | Republikaner | 22. Juni 1921 – 10. Juni 2013 |
| James Arthur Gibbons       | 1997–2006 | Republikaner | * 16. Dezember 1944           |
| Dean Arthur Heller         | 2007–2011 | Republikaner | * 10. Mai 1960                |
| Mark Eugene Amodei         | seit 2011 | Republikaner | * 12. Juni 1958               |

### 3. Distrikt
Der 3. Distrikt wurde nach dem Zensus von 2000 gegründet und entsandte ab 2003 bisher folgende Kongressabgeordnete.
| Name                        | Amtszeit  | Partei       | Lebensdaten        |
| --------------------------- | --------- | ------------ | ------------------ |
| Jonathan Christopher Porter | 2003–2009 | Republikaner | * 16. Mai 1955     |
| Alice Costandina Titus      | 2009–2011 | Demokrat     | * 23. Mai 1950     |
| Joseph John Heck            | 2011–2017 | Republikaner | * 30. Oktober 1961 |
| Jacky Rosen                 | 2017–2019 | Demokrat     | * 2. August 1957   |
| Suzanne Marie Kelley Lee    | seit 2019 | Demokrat     | * 7. November 1966 |

### 4. Distrikt
Der 4. Distrikt wurde nach dem Zensus von 2010 gegründet und entsandte ab 2013 bisher folgende Kongressabgeordnete.
| Name                      | Amtszeit  | Partei       | Lebensdaten      |
| ------------------------- | --------- | ------------ | ---------------- |
| Steven Alexander Horsford | 2013–2015 | Demokrat     | * 29. April 1973 |
| Cresent Leo Hardy         | 2015–2017 | Republikaner | * 23. Juni 1957  |
| Ruben Kihuen              | 2017–2019 | Demokrat     | * 25. April 1980 |
| Steven Alexander Horsford | seit 2019 | Demokrat     | * 29. April 1973 |